# مونغ مونغ تا
مونغ مونغ تا (الاسم عند الولادة، محمد شافي عطا شيرازي حاج، 9 يناير 1926 - 26 مارس 2015) كان ممثل وسياسي بورمي.

## السيرة الذاتية
كان والد مونغ مونغ تا، خان بهادور حجي كلام حسين شيرازي، قنصلًا لبلاد فارس في بورما (1929-1944)، كما كان جده، خان بهادور أغا علي أكبر شيرازي (1910-1929). انهى تعليمه الثانوي في عام 1941، عندما انسحب الاحتلال البريطاني إلى الهند. في ذلك الوقت، كان مونغ في الصف العاشر في مدرسة سانت بيتر الإنجليزية في ماندالاي.

### الخدمة العسكرية
انضم إلى جيش استقلال بورما في عام 1942.
أصبح ملحقًا مدنيًا في عام 1943، وعمل كضابط مشتريات في إدارة الأسلحة والذخيرة التابعة لوزارة الحرب في التابع للقائد أونغ سان، في رانغون، في فترة الاحتلال الياباني لبورما. انضم إلى حركة المقاومة ضد قوات الاحتلال مع قوات التحالف.
انضم مونغ مونغ تا إلى جيش بورما النظامي بعد الاستقلال في عام 1948 برتبة جندي، ثم رُقي وأصبح أول مسؤول عسكري لجيش بورما في مقاطعة إينسين.
في عام 1950، أصبح مونغ مونغ تا نقيب في جيش بورما. وقال إنهُ تلقى التدريب العسكري والإداري في كلية أركان جيش بورما التي نظمتها بعثة الخدمات البريطانية في بورما تحت رعاية المعبد العام للمملكة المتحدة. احتل مونغ مونجغ تا المركز الأول في امتحانات كلية أركان الجيش لعام 1950 ولعام 1951.
في عام 1950، حضر مونغ مونغ تا دورة تدريبية في كلية الموظفين مع كبار الموظفين وضباط المشاة وحصل على المرتبة الأولى في الإدارة والثالثة في الامتحانات.

### التمثيل
من 1955 إلى 1980، بزغ نمجه في التمثيل وحقق نجاحًا كبيرًا، قام ببطولة أكثر من 40 فيلمًا روائيًا. زار بومباي بما في ذلك RK Studios، والتقى راج كابور والمخرج محبوب خان الذي كان آنذاك يصور فيلم أمنا الهند.

### 1954
تحولت مسرحية رئيس الوزراء يو نو المعادية للشيوعية، الانتصار من خلال الشعب (Ludu Aung Than in Burmese) إلى فيلم روائي طويل في عام 1954، من إنتاج Cascade Pictures of Hollywood، وإخراج جورج سيتز (Jr) وتم تصوير الفيلم في بورما. كتب النسخة الإنجليزية من النص بول جانجلين، رئيس نقابة الكتاب في هوليود. كان يونيو روز بيلامي (يادانا نات ماي) هو الذي قدم مونغ مونغ تا لفريق هوليوود.